# Пионерское (озеро)
Пионерское — озеро на Карельском перешейке, в Выборгском районе Ленинградской области. До 1940 года находилось на территории Финляндии, до 1948 года сохраняло финское название Куолемаярви (фин. Kuolemajärvi — озеро смерти), известное по документам с XVI века. Название связывают с большим количеством утонувших в озере (на дне озера множество холодных ключей, вызывающих внезапные сильные судороги у купающихся), либо со смертью на его берегах Микаэля Агриколы. Железнодорожная станция у южной оконечности озера сохранила название Куолемаярви. Название «Пионерское» — от находившегося на берегу пионерского лагеря (построен на месте снесённого лютеранского кладбища).
Высота над уровнем моря — 13,7 м.
Озеро имеет сток в две речные системы: протокой связано с Александровским озером, а на северо-западе из озера вытекает река Сенокосная.
С юга в озеро впадает река Величка, несущая воды озёр Сенновского и Зеркального. С северо-запада — впадает протока, вытекающая из озера Зайчихина.
На берегах озера находятся посёлки Рябово, Пионерское, Красная Долина, Мысовое, Малышево.
В озере водятся ёрш, окунь, плотва, уклейка, густера, лещ, судак, щука.

## Легенды, связанные с озером
Финское предание гласит, что на озере в средневековье погиб шведский отряд, потопленный саамской озёрной богиней Аккрувой. Современная легенда говорит о множестве финских и советских танков, утонувших в озере во время Советско-финской войны, и то, что озеро имеет двойное дно. В окрестностях озера располагались укрепления Линии Маннергейма. Остатки военной техники были действительно обнаружены на дне во время исследования его водолазами.